# Cyrtococcum
Cyrtococcum es un género de plantas herbáceas de la familia de las poáceas. Es originario de África, Asia y Australia.Comprende 23 especies descritas y de estas, solo 14 aceptadas.

## Descripción
Son perennes o anuales. Tallos rastreros, enraizando en los nudos inferiores. Lígula una membrana; láminas aplanadas, lineares a lanceoladas. Inflorescencia una panícula. Espiguillas comprimidas lateralmente, asimétricas, en vista de perfil casi rectas del lado de la gluma inferior, fuertemente curvadas del lado opuesto, con 2 flósculos, sin aristas; desarticulación por debajo de las glumas, la espiguilla caediza como una unidad; glumas desiguales, más cortas que la espiguilla, la superior gibosa, obtusa; flósculo inferior estéril; lema inferior tan larga como la espiguilla, herbácea, recta, obtusa; pálea inferior ausente o presente; flósculo superior bisexual, comprimido lateralmente; lema superior gibosa, endurecida, lisa o diminutamente foveolada, el ápice con una pequeña cresta; pálea superior tan larga como la lema superior, 2-carinada; lodículas 2; estambres 3; estilos 2. Fruto una cariopsis; embrión c. 1/2 la longitud de la cariopsis; hilo punteado.

## Taxonomía
El género fue descrito por Otto Stapf y publicado en Flora of Tropical Africa 9: 15. 1917.
Etimología
El nombre del género deriva del griego kurtos (curvado, torcido) y kokkos (fruta), aludiendo a las espiguillas gibosas. 

## Especies aceptadas
A continuación se brinda un listado de las especies del género Cyrtococcum aceptadas hasta abril de 2014, ordenadas alfabéticamente. Para cada una se indica el nombre binomial seguido del autor, abreviado según las convenciones y usos. 
- Cyrtococcum bosseri A. Camus
- Cyrtococcum capitis-york B.K. Simon
- Cyrtococcum chaetophoron (Roem. & Schult.) Dandy
- Cyrtococcum deccanense Bor
- Cyrtococcum deltoideum (Hack.) A. Camus
- Cyrtococcum fuscinode (Steud.) A. Camus
- Cyrtococcum humbertianum A. Camus
- Cyrtococcum longipes (Wight & Arn. ex Hook. f.) A. Camus
- Cyrtococcum multinode (Lam.) Clayton
- Cyrtococcum muricatum (Retz.) Bor
- Cyrtococcum nossibeense A. Camus
- Cyrtococcum oxyphyllum (Hochst. ex Steud.) Stapf
- Cyrtococcum patens (L.) A. Camus
  - Cyrtococcum patens var. latifolium (L.) Ohwi
  - Cyrtococcum patens var. patens
  - Cyrtococcum patens var. schmidtii (Hack.) A. Camus
  - Cyrtococcum patens var. warburgii (Mez) Reeder
- Cyrtococcum tamatavense A. Camus
- Cyrtococcum trigonum (Retz.) A. Camus